# Marcus Cannon
Marcus Darell Cannon (Odessa, 6 maggio 1988) è un giocatore di football americano statunitense che gioca nel ruolo di offensive tackle per gli Houston Texans della National Football League (NFL). Fu scelto nel corso del quinto giro (138º assoluto) del Draft NFL 2011 dai New England Patriots. Al college ha giocato a football alla Texas Christian University.
Durante la NFL Scouting Combine del 2011, i test fisici di Cannon mostrarono delle irregolarità: dopo esami più approfonditi gli fu diagnosticato un linfoma da cui si curò nell'estate 2011.

## Carriera

### New England Patriots
Cannon fu scelto nel corso del giro del Draft 2011 dai New England Patriots. Marcus iniziò la stagione in lista infortunati dovendo recuperare dal suo ciclo di chemioterapia. Cannon entrò nel roster nella settimana 10 nella gara contro i New York Jets mentre scese in campo per la prima volta come professionista la gara successiva contro i Kansas City Chiefs. Nella sua stagione da rookie in totale disputò sette partite, nessuna delle quali come titolare. I Patriots giunsero fino al Super Bowl XLVI dove furono sconfitti dai New York Giants. Si laureò campione NFL tre anni dopo battendo i Seattle Seahawks nel Super Bowl XLIX. Nel 2016, Cannon è stato inserito nel Second-team All-Pro e nella stessa stagione si è poi laureato nuovamente campione NFL sempre con i New England Patriots.
Alla fine della stagione 2018 Cannon partì come titolare nel Super Bowl LIII vinto contro i Los Angeles Rams per 13-3, conquistando il suo terzo anello.
Nella stagione 2020 decise di non scendere in campo a causa della pandemia di COVID-19.

### Houston Texans
Nel marzo 2021 Cannon fu scambiato con gli Houston Texans.

## Palmarès

### Franchigia
- Super Bowl : 3

New England Patriots: XLIX, LI, LIII
- American Football Conference Championship: 5

New England Patriots: 2011, 2014, 2016, 2017, 2018

### Individuale
- Second-team All-Pro: 1

2016